# Кок, Фемке
Фемке Кок (нидерл. Femke Kok; род. 5 октября 2000 года, Драхтен, Фрисландия) — нидерландская конькобежка, специализирующаяся в беге на спринтерских дистанциях (500 и 1000 метров). Пятикратная чемпионка мира, двукратная серебряный призёр чемпионата мира, трёхкратная чемпионка Европы, обладатель Кубка мира 2021 года. Участница зимних Олимпийских игр 2022 года.

## Карьера
Фемке Кок начала кататься на коньках, когда ей было всего 2 года. Именно отец, который участвовал в марафонах в Нидерландах сыграл важную роль в том, чтобы его дочь выбрала правильный путь в спорте. Её мать также каталась на коньках на клубном уровне. Фемке также занималась гимнастикой параллельно с конькобежным спортом. В возрасте 7-ми или 8-ми лет она вступила в клуб конькобежного спорта "De Kluners" в Драхтене. В детстве она никогда ничего не выигрывала, поэтому всегда нервничала. В 15 лет даже посещала спортивного психолога, который помог ей поменять мышление и бороться с нервами.

### Юниорский уровень (2018/2019 и 2019/2020)
Фемке дебютировала на юниорском чемпионате мира в Базельга-ди-Пине в 2019 году и сразу выиграла в многоборье, завоевав три серебра и три золота. На чемпионате Нидерландов на отдельных дистанциях Кок заработала путёвку на чемпионат мира на отдельных дистанциях 2020. Изначально она не знала, поедет ли на взрослый чемпионат мира, и весь сезон готовилась к юниорскому мировому первенству.
Две недели спустя она заняла 4-е место на чемпионате Европы, показав результат сравнимый с теми, что показали мировые лидеры В последние выходные февраля 2020 года она дважды завоевала золото на дистанциях 500 и 1000 метров на чемпионате мира среди юниоров, а также выиграла юниорский титул в многоборье.
На взрослом чемпионате мира 2020 года Фемке Кок стала 9-й на дистанции 500 метров с результатом 37,45 с, а также завоевала золотую медаль в командном спринте c Юттой Лердам и Летицией де Йонг. Голландки пробежали за 1.24,02.

### Сезон 2020/2021
В конце сезона 2019/2020, Кок завершила свою юниорскую карьеру. На Кубке мира 23 января 2021 года Кок выиграла золото в беге на 500 метров, которое стало для Нидерландов первым с марта 2011 года. При этом она установила личный рекорд — 37,08. Сезон 2020/2021 был укорочен до двух этапов, оба проходивших в Херенвене. Таким образом, было всего 4 забега на 500 метров, и Фемке выиграла все четыре. Тем самым она также обеспечила общую победу в рейтинге.
На чемпионате мира 2021 года в Херенвене Фемке не сумела завоевать золотую медаль, уступив россиянке Ангелине Голиковой.

### Сезон 2021/2022
Фемке Кок на национальном чемпионате в октябре заняла второе место с результатом 75,370 на дистанции 500 метров, уступив Ютте Лердам. Соревнования на чемпионате Нидерландов на этой дистанции проводились по старой системе, где победитель определялся по сумме двух забегов. Ещё одну серебряную медаль Кок завоевала на дистанции 1000 метров, вновь уступив Лердам.
На старте сезона Кубка мира спортсменка не сумела попасть в призы на любимой дистанции 500 метров, став одиннадцатой и восьмой в Томашове, двенадцатой и девятой в Ставангере. На третьем этапе в Солт-Лейк-Сити Фемке Кок стала третьей и четвёртой. На дистанции 1000 метров Кок на трёх этапах заняла десятое, семнадцатое и пятое места. Четвёртый этап в Калгари спортсменка решила пропустить.
На отборочном олимпийском турнире Фемке Кок на дистанции 500 метров победила с результатом 37,30 с, опередив на 0,02 секунды Ютту Лердам и, таким образом, получила путёвку на Игры в Пекине. Ранее она не сумела пройти отбор на дистанции 1000 метров.
В январе на чемпионате Европы в Херенвене Фемке Кок выиграла золотую медаль с результатом 37,325 с, опередив на 0,10 секунды чемпионку мира, россиянку Ангелину Голикову. Она была запасной на дистанции 1000 метров, но после снятия Ирен Вюст конькобежка вышла на старт и завоевала серебряную медаль с результатом 1.14,801, уступив только Ютте Лердам.
В феврале 2022 года Фемке дебютировала на зимних Олимпийских играх в Пекине и участвовала на дистанции 500 метров, где заняла 6-е место с результатом 37,39 сек. В марте на чемпионате мира в Хамаре поднялась на 2-е место в многоборье, уступив только своей подруге по команде Ютте Лердам. На следующий вместе с Юттой Лердам и Дионой Воскамп выиграла золотую медаль в командном спринте.
В марте 2023 года на чемпионате мира на отдельных дистанциях в Херенвене выиграла золотую медаль в забеге на 500 м.

## Личная жизнь
Фемке Кок окончила Университет Гронингена на факультете социальных наук. Она любит ходить по магазинам, печь, ей нравится кататься на своей лодке, путешествовать.